# Puhŭng
Puhŭng (kor. 부흥역, pol. Odbudowa) –  stacja linii Ch'ŏllima, systemu metra znajdującego się w stolicy Korei Północnej, Pjongjangu. Otwarta 10 kwietnia 1987 roku.